# Ella Henderson/Diskografie
Diese Diskografie ist eine Übersicht über die musikalischen Werke der englischen Sängerin Ella Henderson. Den Schallplattenauszeichnungen zufolge hat sie bisher mehr als 13,7 Millionen Tonträger verkauft, davon alleine in ihrer Heimat mehr als zehn Millionen. Ihre erfolgreichste Veröffentlichung ist die Single Ghost mit über 3,4 Millionen verkauften Einheiten.

## Alben

### Studioalben
| Jahr | Titel Musiklabel                               | Höchstplatzierung, Gesamtwochen, AuszeichnungChartplatzierungen (Jahr, Titel, Musiklabel, Platzierungen, Wochen, Auszeichnungen, Anmerkungen) | Höchstplatzierung, Gesamtwochen, AuszeichnungChartplatzierungen (Jahr, Titel, Musiklabel, Platzierungen, Wochen, Auszeichnungen, Anmerkungen) | Höchstplatzierung, Gesamtwochen, AuszeichnungChartplatzierungen (Jahr, Titel, Musiklabel, Platzierungen, Wochen, Auszeichnungen, Anmerkungen) | Höchstplatzierung, Gesamtwochen, AuszeichnungChartplatzierungen (Jahr, Titel, Musiklabel, Platzierungen, Wochen, Auszeichnungen, Anmerkungen) | Höchstplatzierung, Gesamtwochen, AuszeichnungChartplatzierungen (Jahr, Titel, Musiklabel, Platzierungen, Wochen, Auszeichnungen, Anmerkungen) | Anmerkungen                                                |
| Jahr | Titel Musiklabel                               | DE | AT | CH | UK | US | Anmerkungen                                                |
| ---- | ---------------------------------------------- | --- | --- | --- | --- | --- | ---------------------------------------------------------- |
| 2014 | Chapter One Syco Music (SME)                   | DE22 (2 Wo.)DE | AT14 (2 Wo.)AT | CH9 (6 Wo.)CH | UK1 Platin · (55 Wo.)UK | US11 (11 Wo.)US | Erstveröffentlichung: 10. Oktober 2014 Verkäufe: + 317.500 |
| 2022 | Everything I Didn’t Say Atlantic Records (WMG) | — | — | — | UK8 Gold · (43 Wo.)UK | — | Erstveröffentlichung: 11. März 2022 Verkäufe: + 100.000    |

### EPs
| Jahr | Titel Musiklabel                              | Anmerkungen                             |
| ---- | --------------------------------------------- | --------------------------------------- |
| 2019 | Glorious Atlantic Records (WMG)               | Erstveröffentlichung: 8. November 2019  |
| 2024 | Make It Rain With Love Atlantic Records (WMG) | Erstveröffentlichung: 22. November 2024 |

## Singles

### Als Leadmusiker
| Jahr | Titel Album                                    | Höchstplatzierung, Gesamtwochen, AuszeichnungChartplatzierungen (Jahr, Titel, Album, Platzierungen, Wochen, Auszeichnungen, Anmerkungen) | Höchstplatzierung, Gesamtwochen, AuszeichnungChartplatzierungen (Jahr, Titel, Album, Platzierungen, Wochen, Auszeichnungen, Anmerkungen) | Höchstplatzierung, Gesamtwochen, AuszeichnungChartplatzierungen (Jahr, Titel, Album, Platzierungen, Wochen, Auszeichnungen, Anmerkungen) | Höchstplatzierung, Gesamtwochen, AuszeichnungChartplatzierungen (Jahr, Titel, Album, Platzierungen, Wochen, Auszeichnungen, Anmerkungen) | Höchstplatzierung, Gesamtwochen, AuszeichnungChartplatzierungen (Jahr, Titel, Album, Platzierungen, Wochen, Auszeichnungen, Anmerkungen) | Anmerkungen                                                                              |
| Jahr | Titel Album                                    | DE | AT | CH | UK | US | Anmerkungen                                                                              |
| --- | ---------------------------------------------- | --- | --- | --- | --- | --- | ---------------------------------------------------------------------------------------- |
| 2014 | Ghost Chapter One                              | DE3 Platin · (34 Wo.)DE | AT2 (27 Wo.)AT | CH10 Gold · (27 Wo.)CH | UK1 ×3Dreifachplatin · (50 Wo.)UK | US21 Platin · (20 Wo.)US | Erstveröffentlichung: 6. Juni 2014 Verkäufe: + 3.475.000                                 |
| 2014 | Glow Chapter One                               | — | — | — | UK7 Silber · (7 Wo.)UK | — | Erstveröffentlichung: 5. Oktober 2014 Verkäufe: + 200.000                                |
| 2014 | Yours Chapter One                              | — | — | — | UK16 Platin · (14 Wo.)UK | — | Erstveröffentlichung: 30. November 2014 Verkäufe: + 600.000                              |
| 2015 | Mirror Man Chapter One                         | — | — | — | UK96 (1 Wo.)UK | — | Erstveröffentlichung: 6. März 2015                                                       |
| 2020 | Take Care of You –                             | — | — | — | UK50 Silber · (12 Wo.)UK | — | Erstveröffentlichung: 12. Juni 2020 Verkäufe: + 200.000                                  |
| 2020 | Dream On Me –                                  | — | — | — | — | — | Erstveröffentlichung: 2. Oktober 2020 mit Roger Sanchez                                  |
| 2020 | Blame It on the Mistletoe –                    | DE75 (4 Wo.)DE | — | — | — | — | Erstveröffentlichung: 4. Dezember 2020 feat. AJ Mitchell                                 |
| 2021 | Let’s Go Home Together Everything I Didn’t Say | — | — | — | UK10 ×2Doppelplatin · (36 Wo.)UK | — | Erstveröffentlichung: 19. Februar 2021 Verkäufe: + 1.200.000; mit Tom Grennan            |
| 2021 | Risk It All –                                  | — | — | — | UK100 (1 Wo.)UK | — | Erstveröffentlichung: 20. August 2021 mit House Gospel Choir & Just Kiddin               |
| 2021 | Hurricane I                                    | DE— aDE | AT— GoldAT | — | — | — | Erstveröffentlichung: 17. September 2021 Verkäufe: + 265.000; mit Ofenbach               |
| 2022 | Brave Everything I Didn’t Say                  | — | — | — | UK42 Silber · (12 Wo.)UK | — | Erstveröffentlichung: 7. Januar 2022 Verkäufe: + 200.000                                 |
| 2022 | Ugly Everything I Didn’t Say                   | — | — | — | — | — | Erstveröffentlichung: 25. März 2022                                                      |
| 2022 | Crazy What Love Can Do –                       | DE26 Gold · (27 Wo.)DE | AT66 Platin · (8 Wo.)AT | CH29 ×2Doppelplatin · (31 Wo.)CH | UK5 ×2Doppelplatin · (35 Wo.)UK | — | Erstveröffentlichung: 8. April 2022 Verkäufe: + 2.095.000; mit David Guetta & Becky Hill |
| 2022 | All for You –                                  | — | — | — | UK19 (36 Wo.)UK | — | Erstveröffentlichung: 12. August 2022 mit Cian Ducrot                                    |
| 2022 | Heartstrings –                                 | — | — | — | — | — | Erstveröffentlichung: 9. September 2022 mit M-22                                         |
| 2023 | No Sleep –                                     | — | — | — | — | — | Erstveröffentlichung: 17. März 2023 mit Regard                                           |
| 2023 | Like I Used To –                               | — | — | — | — | — | Erstveröffentlichung: 28. April 2023 mit Sonny Fodera & Paul Woolford                    |
| 2023 | Rest of Our Days –                             | — | — | — | — | — | Erstveröffentlichung: 27. Oktober 2023 mit Cian Ducrot                                   |
| 2024 | Alibi –                                        | DE— bDE | — | — | UK10 Platin · (26 Wo.)UK | — | Erstveröffentlichung: 12. Januar 2024 Verkäufe: + 780.000; feat. Rudimental              |
| 2024 | Mamma You Were Right –                         | — | — | — | — | — | Erstveröffentlichung: 8. März 2024                                                       |
| 2024 | Under The Sun –                                | — | — | — | — | — | Erstveröffentlichung: 30. Mai 2024 mit Switch Disco & Alok                               |
| 2024 | Filthy Rich Make It Rain With Love             | — | — | — | UK58 (5 Wo.)UK | — | Erstveröffentlichung: 4. Oktober 2024                                                    |
| Folgende Lieder erschienen nicht als Single, wurden aber durch das Album zum Download und Streaming bereitgestellt und konnten somit eine Platzierung erlangen: |                                                | | | | | |                                                                                          |
| |                                                | | | | | |                                                                                          |
| 2014 | Hard Work Chapter One                          | — | AT73 (1 Wo.)AT | — | — | — | Charteinstieg: 10. Oktober 2014                                                          |

### Als Gastmusiker
| Jahr | Titel Album                            | Höchstplatzierung, Gesamtwochen, AuszeichnungChartplatzierungen (Jahr, Titel, Album, Platzierungen, Wochen, Auszeichnungen, Anmerkungen) | Höchstplatzierung, Gesamtwochen, AuszeichnungChartplatzierungen (Jahr, Titel, Album, Platzierungen, Wochen, Auszeichnungen, Anmerkungen) | Höchstplatzierung, Gesamtwochen, AuszeichnungChartplatzierungen (Jahr, Titel, Album, Platzierungen, Wochen, Auszeichnungen, Anmerkungen) | Höchstplatzierung, Gesamtwochen, AuszeichnungChartplatzierungen (Jahr, Titel, Album, Platzierungen, Wochen, Auszeichnungen, Anmerkungen) | Höchstplatzierung, Gesamtwochen, AuszeichnungChartplatzierungen (Jahr, Titel, Album, Platzierungen, Wochen, Auszeichnungen, Anmerkungen) | Anmerkungen |
| Jahr | Titel Album                            | DE | AT | CH | UK | US | Anmerkungen |
| ---- | -------------------------------------- | --- | --- | --- | --- | --- | --- |
| 2015 | Glitterball Life                       | DE64 (1 Wo.)DE | AT66 (1 Wo.)AT | — | UK4 Platin · (17 Wo.)UK | — | Erstveröffentlichung: 24. Juli 2015 Verkäufe: + 600.000; Sigma feat. Ella Henderson                                              |
| 2015 | Here for You –                         | DE47 (14 Wo.)DE | AT58 (8 Wo.)AT | CH17 Gold · (16 Wo.)CH | UK18 Silber · (10 Wo.)UK | — | Erstveröffentlichung: 4. September 2015 Verkäufe: + 362.500; Kygo feat. Ella Henderson                                           |
| 2017 | Bridge Over Troubled Water –           | — | AT32 (3 Wo.)AT | CH28 (2 Wo.)CH | UK1 Silber · (6 Wo.)UK | — | Erstveröffentlichung: 21. Juni 2017 als Teil von Artists for Grenfell; Verkäufe: + 200.000 Original: Simon & Garfunkel           |
| 2019 | This Is Real Snacks (Supersize)        | — | — | — | UK9 Platin · (25 Wo.)UK | — | Erstveröffentlichung: 21. Oktober 2019 Verkäufe: + 620.000; Jax Jones feat. Ella Henderson                                       |
| 2019 | We Got Love –                          | — | — | — | UK42 Gold · (14 Wo.)UK | — | Erstveröffentlichung: 1. November 2019 Verkäufe: + 400.000; Sigala feat. Ella Henderson                                          |
| 2020 | Hold Me Close –                        | — | — | — | — | — | Erstveröffentlichung: 27. März 2020 Sam Feldt feat. Ella Henderson                                                               |
| 2022 | 21 Reasons If Heaven Had a Phone Line  | DE66 (8 Wo.)DE | — | — | UK9 Platin · (24 Wo.)UK | — | Erstveröffentlichung: 29. April 2022 Verkäufe: + 875.000; Nathan Dawe feat. Ella Henderson                                       |
| 2023 | 0800 Heaven If Heaven Had a Phone Line | — | — | — | UK9 Platin · (19 Wo.)UK | — | Erstveröffentlichung: 8. Juni 2023 Verkäufe: + 600.000; Nathan Dawe feat. Joel Corry & Ella Henderson                            |
| 2023 | Lifeline –                             | DE— cDE | — | — | — | — | Erstveröffentlichung: 4. August 2023 mit Glockenbach                                                                             |
| 2023 | I Go Dancing Origin                    | — | — | — | — | — | Erstveröffentlichung: 20. Januar 2023 Verkäufe: + 40.000; Frank Walker feat. Ella Henderson                                      |
| 2023 | React –                                | — | — | — | UK4 Platin · (40 Wo.)UK | — | Erstveröffentlichung: 3. Februar 2023 Verkäufe: + 654.000; Switch Disco feat. Ella Henderson Original: Children von Robert Miles |
| 2024 | Carry You Home Make It Rain with Love  | — | — | — | — | — | Erstveröffentlichung: 9. August 2024 Verkäufe: + 200.000; Alex Warren feat. Ella Henderson                                       |

## Statistik

### Chartauswertung
|                     | DE    | AT    | CH    | UK    | US     |
| ------------------- | ----- | ----- | ----- | ----- | ------ |
| Nummer-eins-Alben   | DE—DE | AT—AT | CH—CH | UK1UK | US—US  |
| Top-10-Alben        | DE—DE | AT—AT | CH1CH | UK2UK | US—US  |
| Alben in den Charts | DE1DE | AT1AT | CH1CH | UK2UK | US26US |

|                       | DE    | AT    | CH    | UK     | US    |
| --------------------- | ----- | ----- | ----- | ------ | ----- |
| Nummer-eins-Singles   | DE—DE | AT—AT | CH—CH | UK2UK  | US—US |
| Top-10-Singles        | DE1DE | AT1AT | CH1CH | UK11UK | US—US |
| Singles in den Charts | DE6DE | AT6AT | CH4CH | UK20UK | US1US |

### Auszeichnungen für Musikverkäufe
| Goldene Schallplatte - Australien - 2018: für die Single Here for You - 2024: für die Single Alibi - Belgien - 2024: für die Single Alibi - Brasilien - 2024: für die Single This Is Real - Dänemark - 2016: für die Single Here for You - 2023: für das Album Chapter One - 2024: für die Single Crazy What Love Can Do - 2024: für die Single 21 Reasons - Frankreich - 2024: für die Single 21 Reasons - 2024: für die Single Alibi - 2025: für die Single Carry You Home - Italien - 2017: für die Single Here for You - 2023: für die Single 21 Reasons - Kanada - 2023: für die Single I Go Dancing - Mexiko - 2017: für die Single Here for You - Neuseeland - 2016: für die Single Here for You - 2020: für das Album Chapter One - Norwegen - 2015: für die Single Here for You - Polen - 2024: für die Single Alibi - Schweden - 2014: für die Single Ghost - Spanien - 2024: für die Single Crazy What Love Can Do - 2024: für die Single 21 Reasons | Platin-Schallplatte - Australien - 2024: für die Single Crazy What Love Can Do - 2025: für die Single Carry You Home - Dänemark - 2014: für das Streaming Ghost - Frankreich - 2022: für die Single Hurricane - 2023: für die Single Crazy What Love Can Do - Italien - 2023: für die Single Crazy What Love Can Do - Kanada - 2023: für die Single Crazy What Love Can Do - Neuseeland - 2025: für die Single Carry You Home - Polen - 2024: für die Single React - 2024: für die Single 21 Reasons - 2024: für die Single Hurricane - Ungarn - 2023: für die Single React 2× Platin-Schallplatte - Neuseeland - 2016: für die Single Ghost - Polen - 2024: für die Single Crazy What Love Can Do 3× Platin-Schallplatte - Australien - 2015: für die Single Ghost |

Anmerkung: Auszeichnungen in Ländern aus den Charttabellen bzw. Chartboxen sind in ebendiesen zu finden.
| Land/RegionAuszeichnungen für Musikverkäufe (Land/Region, Auszeichnungen, Verkäufe, Quellen) | Silber     | Gold       | Platin       | Verkäufe   | Quellen              |
| -------------------------------------------------------------------------------------------- | ---------- | ---------- | ------------ | ---------- | -------------------- |
| Australien (ARIA)                                                                            | —          | 2× Gold2   | 5× Platin5   | 420.000    | aria.com.au          |
| Belgien (BRMA)                                                                               | —          | Gold1      | —            | 20.000     | ultratop.be          |
| Brasilien (PMB)                                                                              | —          | Gold1      | —            | 20.000     | pro-musicabr.org.br  |
| Dänemark (IFPI)                                                                              | —          | 4× Gold4   | Platin1      | 130.000    | ifpi.dk              |
| Deutschland (BVMI)                                                                           | —          | Gold1      | Platin1      | 600.000    | musikindustrie.de    |
| Frankreich (SNEP)                                                                            | —          | 3× Gold3   | 2× Platin2   | 700.000    | snepmusique.com      |
| Italien (FIMI)                                                                               | —          | 2× Gold2   | Platin1      | 175.000    | fimi.it              |
| Kanada (MC)                                                                                  | —          | Gold1      | Platin1      | 120.000    | musiccanada.com      |
| Mexiko (AMPROFON)                                                                            | —          | Gold1      | —            | 30.000     | amprofon.com.mx      |
| Neuseeland (RMNZ)                                                                            | —          | 2× Gold2   | 3× Platin3   | 75.000     | radioscope.co.nz     |
| Norwegen (IFPI)                                                                              | —          | Gold1      | —            | 20.000     | ifpi.no              |
| Österreich (IFPI)                                                                            | —          | Gold1      | Platin1      | 45.000     | ifpi.at              |
| Polen (ZPAV)                                                                                 | —          | Gold1      | 5× Platin5   | 275.000    | olis.pl              |
| Schweden (IFPI)                                                                              | —          | Gold1      | —            | 20.000     | sverigetopplistan.se |
| Schweiz (IFPI)                                                                               | —          | 2× Gold2   | 2× Platin2   | 70.000     | hitparade.ch         |
| Spanien (Promusicae)                                                                         | —          | 2× Gold2   | —            | 60.000     | elportaldemusica.es  |
| Ungarn (MAHASZ)                                                                              | —          | —          | Platin1      | 4.000      | slagerlistak.hu      |
| Vereinigte Staaten (RIAA)                                                                    | —          | —          | Platin1      | 1.000.000  | riaa.com             |
| Vereinigtes Königreich (BPI)                                                                 | 5× Silber5 | 2× Gold2   | 15× Platin15 | 10.000.000 | bpi.co.uk            |
| Insgesamt                                                                                    | 5× Silber5 | 28× Gold28 | 39× Platin39 |            |                      |